# Mexico (staat)
Mexico (Spaans: Estado de México, Nahuatl: Mexihco, Otomí: Lëngu Mundö, Mazahua: Tsib’onro), informeel ook wel bekend als Edomex, is een van de 31 staten van Mexico. Met 16,2 miljoen inwoners (2015) is het de meest bevolkte staat van Mexico. De staat heeft een oppervlakte van 21.355 km² en wordt begrensd door de staten Hidalgo, Tlaxcala, Puebla, Morelos, Guerrero, Michoacán en aan Mexico-Stad. De hoofdstad van Mexico is Toluca de Lerdo. Andere grote steden zijn Ecatepec, Nezahualcóyotl, Naucalpan, Tlalnepantla, Chimalhuacán en López Mateos.

## Geografie

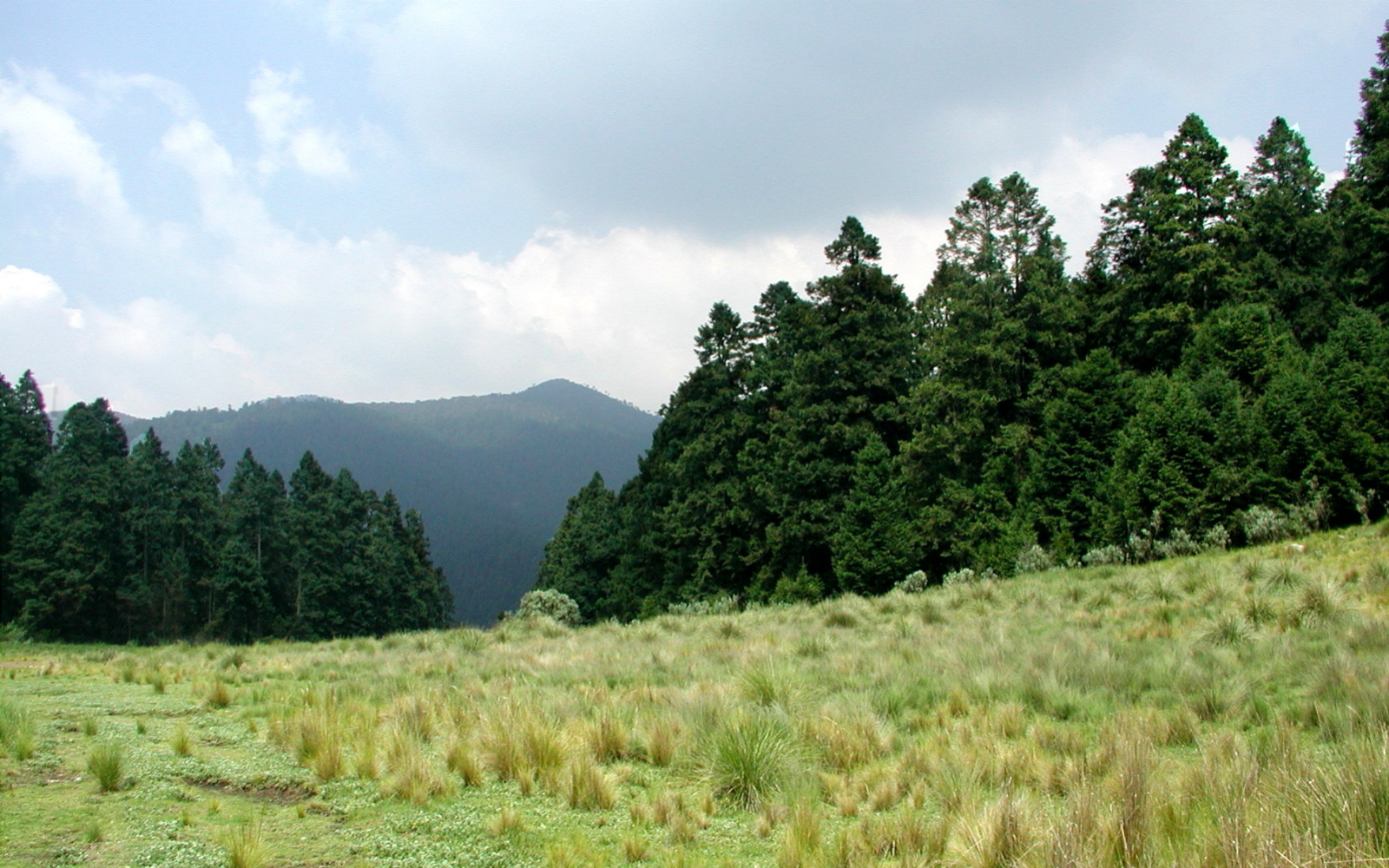
Berg- en bosgebied in de staat Mexico

Het grondgebied van Mexico valt ruwweg uiteen in twee delen. Het oostelijke deel wordt in beslag genomen door de Vallei van Mexico. Hier woont het grootste deel van de bevolking, aangezien hier zich de voorsteden van Mexico-Stad bevinden. Mexico-Stad zelf ligt overigens niet in deze staat, maar in het Federaal District. De Vallei van Mexico wordt omgeven door bergen en vulkanen, waaronder de bekende Popocatépetl, dat met 5462 meter het hoogste punt van de staat is. In de Vallei van Mexico bevinden zich verder enkele sterk vervuilde meren, overblijfselen van wat eens het Texcocomeer was. Niet alleen deze watervervuiling, maar ook luchtvervuiling wordt veroorzaakt doordat de natuurlijke kom die door de bergen rondom de vallei wordt gevormd, verhindert dat water en lucht zich verspreiden. Sinds ongeveer twintig jaar is er een kunstmatige waterafvoer uit de Vallei van Mexico gecreëerd, de tunnel van Tequixquiac. Deze watert via de Río Pánuco af in de Golf van Mexico.
De Vallei van Mexico wordt door de Sierra de Ajusco gescheiden van de vallei van Toluca. Dit is een hoogvlakte met omgeven door bergen, die via de Río Lerma afwatert op de Grote Oceaan. In het noorden van de staat bevinden zich enkele stuwmeren.

## Bevolking

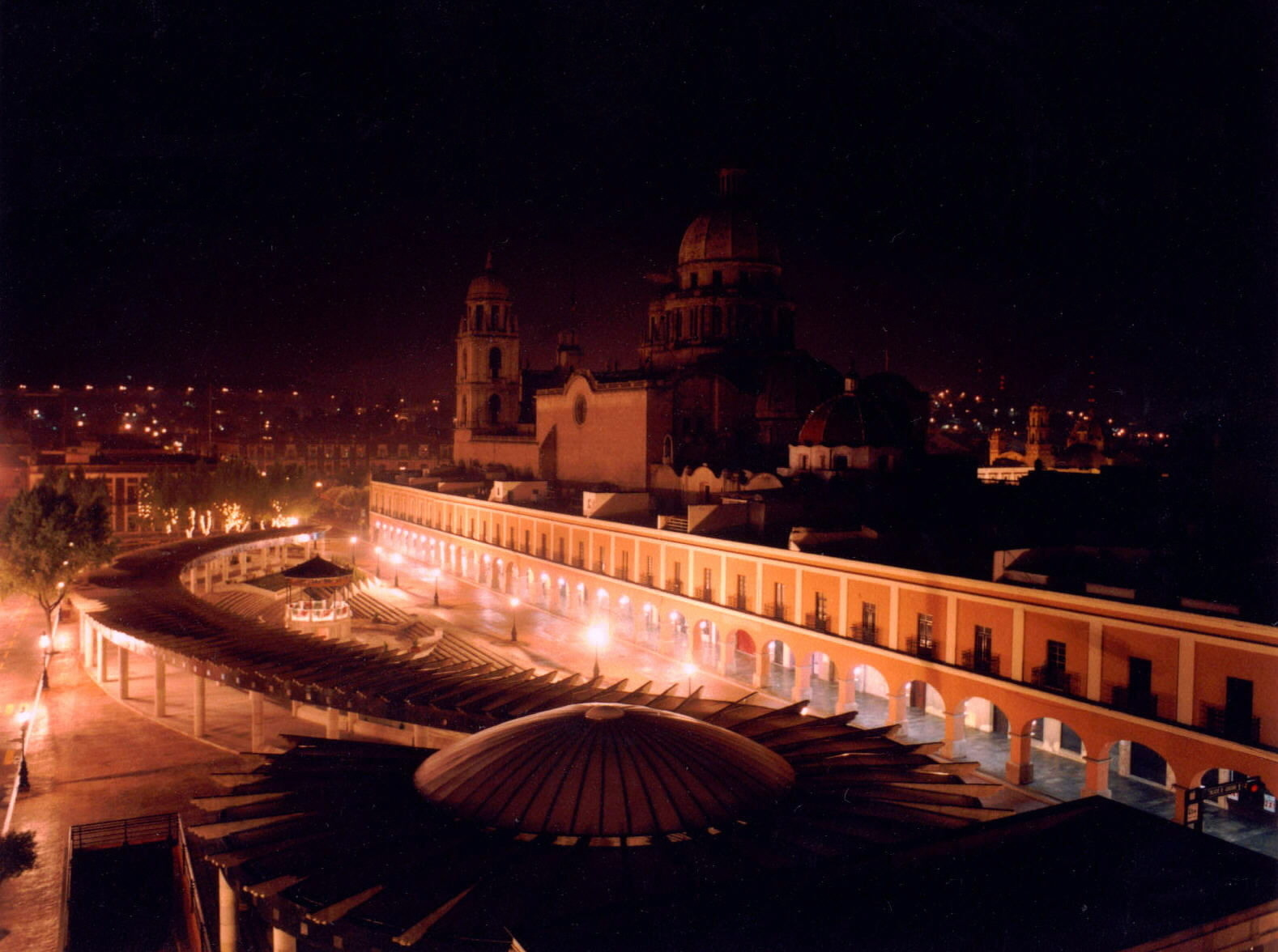
Toluca

Met meer dan veertien miljoen inwoners is Mexico met enige afstand de meest bevolkte staat van het land. Het grootste deel van de bevolking woont in een van de vele voorsteden van Mexico-Stad in de deelstaat of in de agglomeratie van Toluca. De rest van de staat is redelijk dunbevolkt. Gemiddeld is Mexico echter de dichtstbevolkte staat van het land (het Federaal District niet meegerekend). Bronnen van inkomsten zijn de verbouw van granen, suiker, maguey, koffie en fruit en de textiel- en automobielindustrie. Ook werken veel inwoners van Mexico in Mexico-Stad. De staat kent een hoge bevolkingsgroei; veel Mexicanen van het platteland uit andere staten proberen hun geluk te beproeven in een van de voorsteden van Mexico-Stad.
De belangrijkste indiaanse volkeren uit de deelstaat zijn de Mazahua, de Nahua en de Otomí, die allen voornamelijk in de bergachtige gebieden leven. Inwoners van de staat worden Mexiquenses genoemd, om ze te onderscheiden van Mexicanos, die inwoners van het land Mexico zijn.

## Geschiedenis
In Mexico zijn enkele van de oudste archeologische vondsten van het Amerikaanse continent gedaan; mogelijk is het gebied al 20.000 jaar bewoond. In Tepexpan is bij mammoetresten een mensenskelet gevonden gedateerd rond 7000 voor Christus. Tussen 5000 en 3000 deed de landbouw zijn intrede. In het eerste millennium van de jaartelling was het gebied van de invloedssfeer van achtereenvolgens Teotihuacán, Xochicalco en de Tolteken. De laatste twee hadden hun kerngebied echter buiten de huidige staatsgrenzen. Gedurende het bewind van Axayacatl (1469-1481) werd het gebied onderworpen door de Azteken. Het werd onderdeel van de Azteekse provincie Mexihco, waaraan de staat zijn naam dankt. Het oostelijk deel van de staat vormde de provincie Acolhuacan, bestuurd vanuit Texcoco, dat onder de koning-filosoof Nezahualcoyotl tot een belangrijk cultureel centrum uitgroeide. In 1521 werd het door de Spanjaarden onder Hernán Cortés onderworpen. In 1535 richtten de Spaanse machthebbers de audiencia van Mexico op, de voorganger van de huidige deelstaat.
In 1810 trokken de onafhankelijkheidsstrijders van Miguel Hidalgo het gebied binnen, en wisten de Spanjaarden in de slag bij Monte de las Cruces te verslaan. Daarna trok hij zich echter terug uit het gebied. De rest van de onafhankelijkheidsoorlog ging grotendeels aan de deelstaat voorbij, hoewel er hier en daar guerrillalegertjes rondtrokken. Bij de eerste grondwet van 1824 werd de deelstaat Mexico opgericht. Melchor Ocampo Múzquiz was de eerste gouverneur van de deelstaat. Múzquiz was echter in een machtsstrijd verwikkeld met Lorenzo de Zavala, wat voor veel onrust zorgde. De hoofdstad bevond zich oorspronkelijk in Texcoco maar werd in 1830 verplaatst naar Toluca. De staat verloor twee derde van zijn grondgebied doordat in 1849 de deelstaat Guerrero en in 1869 Morelos en Hidalgo uit zijn grondgebied werden gevormd. Een groot deel van de veldslagen tijdens de Hervormingsoorlog (1858-1861) en de daaropvolgende Franse interventie in Mexico (1861-1867) werden op het grondgebied van de staat Mexico uitgevochten. De rust keerde weer tijdens het Porfiriaat. De energieke gouverneur José Vicente Villada deed rond 1900 veel voor de economie en het onderwijs van de staat.
Tijdens de Mexicaanse Revolutie werd er opnieuw hevig gevochten, voornamelijk tussen het Bevrijdingsleger van het Zuiden van Emiliano Zapata en de federales van dictator Victoriano Huerta. Na de revolutie werd Mexico bestuurd door de Socialistische Partij van de Arbeid (PST) van gouverneur Carlos Riva Palacio, die in de jaren 30 opging in de landelijke Institutioneel Revolutionaire Partij (PRI). Tijdens de Spaanse Burgeroorlog (1936-39) en daarna heeft het land enorm veel Catalaanse ballingen opgenomen. Als erkentelijkheid kreeg het Mexicaanse volk in 2009 de Gouden Medaille van de Catalaanse regering.
Na 1950 breidde Mexico-Stad zich uit tot in de deelstaat, en begon de bevolking razendsnel te groeien (een vertienvoudiging in 50 jaar). Onder andere de steden Cuautitlán Izcalli en Ciudad Nezahualcóyotl werden uit de nieuwe buitenwijken gevormd.
De huidige gouverneur is sinds 2023 Delfina Gómez Álvarez.
Zie voor eerdere gouverneurs: Lijst van gouverneurs van Mexico.

## Cultuur
De plaats Tenango del Valle is in Mexico beroemd om haar viering van de heilige week. In de bergachtige gebieden van de staat worden nog veel inheemse tradities in ere gehouden. De bevolking van de voorsteden van Mexico stad bestaat voor een groot deel uit immigranten. Dit heeft geleid tot weinig sociale samenhang en veel sociale spanningen.
In Mexico bevinden zich twee sites die opgenomen zijn op de lijst van werelderfgoed van de UNESCO, en wel het biosfeerreservaat van de monarchvlinder en de precolumbiaanse stad Teotihuacán, welke laatste meteen de grootste toeristische trekpleister van de staat is. Andere precolumbiaanse vindplaatsen zijn Calixtlahuaca en Texcoco. Ook de verschillende koloniale steden worden door toeristen bezocht.

## Gemeenten
Mexico bestaat sinds 2003, toen er drie nieuwe gemeenten werden gevormd, uit 125 gemeenten, zie Lijst van gemeenten van de staat Mexico.